# ماریو آسودو
ماریو آسودو (انگلیسی: Mario Acevedo؛ زادهٔ ۱۵ فوریهٔ ۱۹۶۹) بازیکن فوتبال اهل گواتمالا است که در پست مهاجم برای بسیاری از باشگاه‌های محلی، معروف‌ترین آنها باشگاه فوتبال مونیسیپال در لیگ برتر گواتمالا بازی کرد.
وی در تیم ملی فوتبال گواتمالا بازی کرده است.